# あんさんぶるスターズ! アルバムシリーズ
「あんさんぶるスターズ! アルバムシリーズ」（あんさんぶるスターズ アルバムシリーズ）は、2018年3月7日からリリースされているキャラクターソングアルバムシリーズ。

## 概要
Happy Elementsが提供する携帯電話ゲーム「あんさんぶるスターズ!」のキャラクターソングCD初となるアルバムシリーズ。発売元はフロンティアワークス、Happy Elements。
これまでに発表されたユニット曲に加え、ユニット用の新曲と各メンバーのソロ曲が収録されている。ただしVol.06・07・08・09はゲーム内に登場した越境ユニットや過去ユニット用の新曲をさらに1曲収録している。

## Vol.01 流星隊
2018年3月7日発売。「流星隊」の1stアルバム。
収録曲
1. 夢ノ咲流星隊歌
作詞：Mel*、作曲：原田篤（Arte Refact）、編曲：山本恭平（Arte Refact）
2. 天下無敵☆メテオレンジャー！
作詞：Mel*、作曲：原田篤（Arte Refact）、編曲：酒井拓也＆山本恭平（Arte Refact）
3. 五色のShooting☆Star!!!!!
作詞・作曲：前山田健一、編曲：中土智博（APDREAM）
4. SUPER NOVA REVOLU5TAR
作詞：松井洋平、作曲：白戸佑輔、編曲：酒井拓也（Arte Refact）
5. 流星花火
作詞：古屋真、作曲：山田竜平、編曲：酒井拓也（Arte Refact）
6. アンリミテッド☆パワー!!!!!
作詞：松井洋平、作曲・編曲：山口朗彦
7. GROWING STARRY DAYS
作詞：こだまさおり、作曲：藤末樹、編曲：EFFY
8. ALWAYS HERO!
歌：守沢千秋
作詞：松井洋平、作曲・編曲：本多友紀（Arte Refact）
9. まりんぶるう・らんでぶう
歌：深海奏汰
作詞：こだまさおり、作曲：北川勝利、編曲：北川勝利＆acane_madder
10. IRON HEART TIGER!
歌：南雲鉄虎
作詞：松井洋平、作曲・編曲：本多友紀（Arte Refact）
11. 真昼の残像
歌：高峯翠
作詞：こだまさおり、作曲・編曲：原田アツシ
12. 疾風迅雷 忍び道
歌：仙石忍
作詞・作曲：前山田健一、編曲：サイトウヨシヒロ

## Vol.02 Ra*bits
2018年4月25日発売。「Ra*bits」の1stアルバム。
収録曲
1. Joyful×Box*
作詞：Mel*、作曲・編曲：酒井拓也（Arte Refact）
2. 野うさぎマーチ♪
作詞：Mel*、作曲・編曲：矢鴇つかさ（Arte Refact）
3. Hoppin’ Season♪
作詞：こだまさおり、作曲・編曲：田中秀和（MONACA）
4. Love Ra*bits Party!!
作詞：こだまさおり、作曲・編曲：陶山隼
5. Milky Starry Charm
作詞：松井洋平、作曲：北川勝利、編曲：北川勝利＆acane_madder
6. メルティ♡キッチン
作詞・作曲・編曲：ササキトモコ
7. Dream Collection
作詞・作曲：金子麻友美、編曲：久下真音
8. に～ちゃん応援団☆
歌：仁兎なずな
作詞：こだまさおり、作曲・編曲：本多友紀（Arte Refact）
9. スタート♪ダッシュダッシュ!
歌：天満光
作詞：松井洋平、作曲・編曲：KoTa＆原田雄一
10. Higher↑ Higher↑
歌：真白友也
作詞：こだまさおり、作曲・編曲：矢鴇つかさ（Arte Refact）
11. Happy Coming＊ティータイム
歌：紫之創
作詞：六ツ見純代、作曲：本多友紀（Arte Refact）、編曲：原田篤（Arte Refact）

## Vol.03 Knights
2018年5月30日発売。「Knights」の1stアルバム。
収録曲
1. Voice of Sword
作詞：Mel*、作曲：矢鴇つかさ（Arte Refact）、編曲：矢鴇つかさ＆酒井拓也（Arte Refact）
2. Checkmate Knights
作詞：Mel*、作曲：桑原聖（Arte Refact）、編曲：酒井拓也（Arte Refact）
3. Silent Oath
作詞：松井洋平、作曲・編曲：山木隆一郎
4. Fight for Judge
作詞：松井洋平、作曲・編曲：Dr.Lilcom
5. Crush of Judgment
歌：ナイトキラーズ[メンバー 4]
作詞：Mio Aoyama、作曲・編曲：加藤裕介
6. Article of Faith
作詞：松井洋平、作曲・編曲：日比野裕史
7. Knights the Phantom Thief
作詞：こだまさおり、作曲：光増ハジメ、編曲：脇眞富（Arte Refact）
8. Grateful allegiance
作詞：松井洋平、作曲・編曲：SHOW＆Dirty Orange（Digz,Inc.Group）
9. Birthday of Music!
歌：月永レオ
作詞：松井洋平、作曲・編曲：白戸佑輔
10. Ironic Blue
歌：瀬名泉
作詞：磯谷佳江、作曲・編曲：山木隆一郎
11. 真夜中のノクターン
歌：朔間凛月
作詞：こだまさおり、作曲・編曲：本多友紀（Arte Refact）
12. JEWEL STONE
歌：鳴上嵐
作詞：Mio Aoyama、作曲：藤末樹、編曲：酒井拓也（Arte Refact）
13. With My Honesty
歌：朱桜司
作詞：こだまさおり、作曲：中野ゆう、編曲：遠藤直弥＆中野ゆう

## Vol.04 紅月
2018年6月27日発売。「紅月」の1stアルバム。
収録曲
1. 百花繚乱、紅月夜
作詞：Mel*、作曲：原田篤（Arte Refact）、編曲：山本恭平（Arte Refact）
2. 花燈の恋文
作詞：Mel*、作曲・編曲：原田篤（Arte Refact）
3. 斬 ー決意ノ刃ー
作詞：磯谷佳江、作曲・編曲：町屋(和楽器バンド)
4. 薄紅色の約束
作詞：マオ(シド)、作曲：Shinji（シド）、編曲：シド
5. 想ひ出綴り
作詞：磯谷佳江、作曲：鈴華ゆう子（和楽器バンド）、編曲：町屋(和楽器バンド)
6. 祭夜絵巻
作詞：松井洋平、作曲・編曲：ヒゲドライバー
7. 剣戟の舞
作詞：坂井竜二、作曲・編曲：中土智博（APDREAM）
8. 茜路の邂逅
歌：蓮巳敬人
作詞：こだまさおり、作曲・編曲：久下真音
9. Crimson Soul
歌：鬼龍紅郎
作詞：松井洋平、作曲：西川マコト、編曲：山本恭平（Arte Refact）
10. 謳歌絢爛青春華
歌：神崎颯馬
作詞：こだまさおり、作曲：関口晶大、編曲：山本恭平（Arte Refact）

## Vol.05 UNDEAD
2018年8月29日発売。「UNDEAD」の1stアルバム。
収録曲
1. Melody in the Dark
作詞：Mel*、作曲・編曲：原田篤（Arte Refact）
2. Gate of the Abyss
作詞：松井洋平、作曲：桑原聖（Arte Refact）、編曲：山本恭平（Arte Refact）
3. Darkness 4
作詞：坂井竜二、作曲・編曲：中土智博（APDREAM）
4. Break the Prison
作詞：こだまさおり、作曲・編曲：太田雅友（SCREEN mode）
5. ハニーミルクはお好みで
作詞：Mel*、作曲：・編曲：桑原聖＆原田篤（Arte Refact）
6. DESTRUCTION ROAD
作詞：坂井竜二、作曲・編曲：中土智博（APDREAM）
7. Valentine Eve’s Nightmare
作詞：松井洋平、作曲：まふまふ、編曲：三矢禅晃＆まふまふ
8. Death Game Holic
歌：デッドマンズ[メンバー 7]
作詞：hotaru（TaWaRa）、作曲：Tom-H@ck（TaWaRa）、編曲：KanadeYUK（TaWaRa）
9. Bloody Moon Vampire
歌：朔間零
作詞：こだまさおり、作曲・編曲：三好啓太
10. Feather Heartache
歌：羽風薫
作詞：こだまさおり、作曲・編曲：矢鴇つかさ（Arte Refact）
11. RIOT WOLF
歌：大神晃牙
作詞：こだまさおり、作曲・編曲：中土智博（APDREAM）
12. Saql Faith
歌：乙狩アドニス
作詞：松井洋平、作曲・編曲：白戸佑輔

## Vol.06 Switch
2018年10月24日発売。「Switch」の1stアルバム。今回初となる「五奇人」の楽曲も収録。
収録曲
1. エメラルドプラネット
作詞：こだまさおり、作曲・編曲：Rasmus Faber
2. Temptation Magic
作詞：こだまさおり、作曲：桑原聖（Arte Refact）、編曲：酒井拓也（Arte Refact）
3. Knockin’ Fantasy
作詞：こだまさおり、作曲：桑原聖（Arte Refact）、編曲：山本恭平（Arte Refact）
4. イースター・カーニバル
作詞：松井洋平、作曲・編曲：佐藤純一（fhána）
5. Galaxy Destiny
作詞：こだまさおり、作曲・編曲：Y0c1e
6. I “Witch” You A Happy Halloween!
作詞：松井洋平、作曲・編曲：高橋諒
7. Eccentric Party Night!!
歌：五奇人[メンバー 9]
作詞：こだまさおり、作曲・編曲：R・O・N
8. Secret Gravity
歌：逆先夏目
作詞：こだまさおり、作曲・編曲：中土智博（APDREAM）
9. ブルーバード・ハミング♪
歌：青葉つむぎ
作詞：松井洋平、作曲：ヒゲドライバー、編曲：篠崎あやと
10. VIVID ROLE-PLAYING
歌：春川宙
作詞：松井洋平、作曲・編曲：sasakure.UK

## Vol.07 MaM
2018年10月24日発売。「MaM」の1stアルバム。「MaM with team 牛若丸」「MaM with 紅月」の楽曲も収録。
収録曲
1. Blooming World
作詞：こだまさおり、作曲・編曲：本間昭光（bluesofa）
2. Festive!
作詞：RUCCA、作曲・編曲：NAOKI-T
3. 君印 Be Ambitious!!
作詞：こだまさおり、作曲：堂島孝平、編曲：EFFY
4. 辻風に吹かれて
歌：MaM with team 牛若丸[メンバー 11]
作詞：こだまさおり、作曲・編曲：三好啓太
5. RevolTrad～維新伝心～
歌：MaM with 紅月[メンバー 5]
作詞：松井洋平、作曲・編曲：山田竜平
6. See You Again
歌：三毛縞斑
作詞：松井洋平、作曲：中野ゆう、編曲：遠藤直弥

## Vol.08 Valkyrie
2018年11月28日発売。「Valkyrie」の1stアルバム。
収録曲
1. 魅惑劇
作詞：宝野アリカ（ALI PROJECT）、作曲・編曲：片倉三起也（ALI PROJECT）
2. 礼賛歌
作詞：松井洋平、作曲・編曲：奥井康介
3. Mémoire Antique
作詞：松井洋平、作曲・編曲：菊地創（eufonius）
4. 今宵月の館にて
作詞：こだまさおり、作曲：鳥海剛史、編曲：原田篤（Arte Refact）
5. Last Lament
作詞：こだまさおり、作曲：小高光太郎＆UiNA、編曲：小高光太郎
6. 聖少年遊戯
歌：Valkyrie[メンバー 13]
作詞：宝野アリカ（ALI PROJECT）、作曲・編曲：片倉三起也（ALI PROJECT）
イントロにベドルジハ・スメタナの『夢（6つの性格的小品）』から第3曲「ボヘミアにて」が引用されている。
7. 砂上ノ楼閣
歌：Valkyrie[メンバー 13]
作詞：松井洋平、作曲：矢鴇つかさ（Arte Refact）、編曲：加藤達也（APDREAM）
8. Cloth Waltz
歌：斎宮宗
作詞：こだまさおり、作曲：本多友紀（Arte Refact）、編曲：脇眞富（Arte Refact）
9. 琥珀ト瑠璃ノ輪舞曲
歌：影片みか
作詞：松井洋平、作曲：田中俊亮、編曲：増田武史

## Vol.09 fine
2019年1月30日発売。「fine」の1stアルバム。旧体制fine(通称:旧fine)の楽曲も収録。
収録曲
1. 終わらないシンフォニア
作詞：Mel*、作曲：桑原聖（Arte Refact）、編曲：原田篤＆山本恭平（Arte Refact）
2. 羽ばたきのフォルティシモ
作詞：こだまさおり、作曲・編曲：石濱翔（MONACA）
3. Neo Sanctuary
作詞：こだまさおり、作曲：山田高弘、編曲：松田彬人（APDREAM）
4. RAINBOW CIRCUS
作詞：Mel*、作曲：桑原聖（Arte Refact）、編曲：酒井拓也（Arte Refact）
5. Tryst of Stars
作詞：松井洋平、作曲・編曲：石倉誉之＆藤井亮太
6. Holy Angel’s Carol
作詞：こだまさおり、作曲：新田目駿（HANO）、編曲：藤井亮太＆谷ナオキ
7. Miracle Dream Traveler
作詞：こだまさおり、作曲：渡辺翔、編曲：渡辺和紀
8. Genuine Revelation
歌：旧fine[メンバー 15]
作詞：松井洋平、作曲：桑原聖（Arte Refact）、編曲：脇眞富（Arte Refact）
9. SHINING STAR
歌：天祥院英智
作詞：Mio Aoyama、作曲・編曲：脇眞富（Arte Refact）
10. Amazing☆World
歌：日々樹渉
作詞：松井洋平、作曲・編曲：光増ハジメ（FirstCall）
11. Little Little Prince Star
歌：姫宮桃李
作詞：こだまさおり、作曲：斉藤信治、編曲：斉藤信治＆山本悠太
12. ずっと そばで…
歌：伏見弓弦
作詞：金子麻友美、作曲：Shogo＆Dr.Lilcom、編曲：Dr.Lilcom

## Vol.10 2wink
2019年2月27日発売。「2wink」の1stアルバム。
収録曲
1. 2wink Introduction
作詞：こだまさおり、作曲：ヒゲドライバー、編曲：emon（Tes.）
2. シュガー・スパイス方程式
作詞：Mel*、作曲：桑原聖（Arte Refact）、編曲：酒井拓也（Arte Refact）
3. ハートプリズム・シンメトリー
作詞：こだまさおり、作曲・編曲：中土智博（APDREAM）
4. 歓迎☆トゥ・ウィンク雑技団
作詞：Mel*、作曲・編曲：矢鴇つかさ（Arte Refact）
5. TRICK with TREAT!!
歌：2wink with UNDEAD[メンバー 6]
作詞：松井洋平、作曲：桑原聖（Arte Refact）、編曲：酒井拓也（Arte Refact）＆矢鴇つかさ（Arte Refact）
6. WONDER WONDER TOY LAND
作詞：こだまさおり、作曲・編曲：陶山隼
7. Play “Tag”
作詞：松井洋平、作曲・編曲：kz（livetune）
8. 2winkle Star Beat☆
作詞：こだまさおり、作曲：.animu、編曲：矢鴇つかさ（Arte Refact）
9. SwEeT MeLlOw MeLoDy
歌：葵ひなた
作詞：松井洋平、作曲・編曲：emon（Tes.）
10. SPICY BREEZE
歌：葵ゆうた
作詞：こだまさおり、作曲：藤末樹、編曲：廣澤優也＆日直伸次（HANO）

## Vol.11 Trickstar
2019年4月24日発売。「Trickstar」の1stアルバム。
収録曲
1. Rebellion Star （ALBUM Mix）
作詞：Mel*、作曲：桑原聖（Arte Refact）、編曲：酒井拓也（Arte Refact）
2. HEART→BEATER!!!! （ALBUM Mix）
作詞：松井洋平、作曲・編曲：中土智博（APDREAM）
3. 虹色のSeasons （ALBUM Mix）
作詞：松井洋平、作曲・編曲：広川恵一（MONACA）
4. Welcome to the Trickstar Night☆
作詞：こだまさおり、作曲・編曲：ヒロイズム
5. CHERRY HAPPY STREAM （ALBUM Mix）
作詞：Mel*、作曲・編曲：矢鴇つかさ（Arte Refact）
6. DIAMOND SUMMER
作詞：こだまさおり、作曲・編曲：齋藤真也
7. BREAKTHROUGH!
作詞：松井洋平、作曲：KOUGA＆中村佳紀、編曲：中村佳紀＆KOUGA
8. Infinite Star
作詞：こだまさおり、作曲：桑原聖（Arte Refact）、編曲：酒井拓也（Arte Refact）
9. ONLY YOUR STARS! （Trickstar Ver.）
作詞：松井洋平、作曲・編曲：中土智博（APDREAM）
10. STARSEEK WAYFARER
歌：氷鷹北斗
作詞：松井洋平、作曲：原田篤（Arte Refact）、編曲：山本恭平（Arte Refact）
11. My Starry Point
歌：明星スバル
作詞：こだまさおり、作曲・編曲：中土智博（APDREAM）
12. Walking On My Sunny Road
歌：遊木真
作詞：こだまさおり、作曲：原田アツシ（Dream Monster）、編曲：山本悠太（Dream Monster）
13. MAGICIAN’S PLAY!
歌：衣更真緒
作詞：松井洋平、作曲：藤末樹、編曲：酒井拓也（Arte Refact）

## Vol.12 Eden
2019年4月24日発売。「Eden」の1stアルバム。
収録曲
1. THE GENESIS
作詞：松井洋平、作曲：本多友紀（Arte Refact）、編曲：酒井拓也（Arte Refact）
2. Dance in the Apocalypse
作詞：松井洋平、作曲：本多友紀（Arte Refact）、編曲：酒井拓也（Arte Refact）
3. Ruler’s Truth
歌：Adam[メンバー 19]
作詞：松井洋平、作曲・編曲：原田篤（Arte Refact）
4. The Beast of the End
歌：Adam[メンバー 19]
作詞：こだまさおり、作曲：本多友紀（Arte Refact）、編曲：脇眞富（Arte Refact）
5. Trap For You
歌：Eve[メンバー 20]
作詞：こだまさおり、作曲：原田篤（Arte Refact）、編曲：脇眞富（Arte Refact）
6. Sunlit Smile!
歌：Eve[メンバー 20]
作詞：松井洋平、作曲・編曲：h-wonder
7. 生まれ堕ちたこの世界で
歌：乱凪砂
作詞：こだまさおり、作曲・編曲：伊藤賢
8. Fantastic Days◎
歌：巴日和
作詞：こだまさおり、作曲・編曲：大和
9. Poison Strategy
歌：七種茨
作詞：松井洋平、作曲・編曲：山本恭平（Arte Refact）
10. Back-alley Monologue
歌：漣ジュン
作詞：こだまさおり、作曲：藤末樹、編曲：青木宏憲（HANO）

### ユニットメンバー
1. ↑  守沢千秋（帆世雄一）、南雲鉄虎（中島ヨシキ）、高峯翠（渡辺拓海）、仙石忍（新田杏樹）、深海奏汰（西山宏太朗）
2. ↑  仁兎なずな（米内佑希）、紫之創（高坂知也）、真白友也（比留間俊哉）、天満光（池田純矢）
3. ↑  月永レオ（浅沼晋太郎）、朱桜司（土田玲央）、朔間凛月（山下大輝）、鳴上嵐（北村諒）、瀬名泉（伊藤マサミ）
4. ↑  月永レオ（浅沼晋太郎）、仁兎なずな（米内佑希）、鬼龍紅郎（神尾晋一郎）、天祥院英智（緑川光）
5. 1 2  蓮巳敬人（梅原裕一郎）、鬼龍紅郎（神尾晋一郎）、神崎颯馬（神永圭佑）
6. 1 2  朔間零（増田俊樹）、乙狩アドニス（羽多野渉）、大神晃牙（小野友樹）、羽風薫（細貝圭）
7. ↑  朔間零（増田俊樹）、大神晃牙（小野友樹）、蓮巳敬人（梅原裕一郎）
8. ↑  逆先夏目（野島健児）、青葉つむぎ（石川界人）、春川宙（山本和臣）
9. ↑  朔間零（増田俊樹）、斎宮宗（高橋広樹）、日々樹渉（江口拓也）、深海奏汰（西山宏太朗）、逆先夏目（野島健児）
10. ↑  三毛縞斑（鳥海浩輔）
11. ↑  深海奏汰（西山宏太朗）、神崎颯馬（神永圭佑）、天満光（池田純矢）
12. ↑  斎宮宗（高橋広樹）、影片みか（大須賀純）
13. 1 2  斎宮宗（高橋広樹）、影片みか（大須賀純）、仁兎なずな（米内佑希）
14. ↑  天祥院英智（緑川光）、姫宮桃李（村瀬歩）、伏見弓弦（橋本晃太朗）、日々樹渉（江口拓也）
15. ↑  天祥院英智（緑川光）、乱凪砂（諏訪部順一）、巴日和（花江夏樹）、青葉つむぎ（石川界人）
16. ↑  葵ひなた&葵ゆうた（斉藤壮馬）
17. ↑  氷鷹北斗（前野智昭）、明星スバル（柿原徹也）、遊木真（森久保祥太郎）、衣更真緒（梶裕貴）
18. ↑  乱凪砂（諏訪部順一）、巴日和（花江夏樹）、七種茨（逢坂良太）、漣ジュン（内田雄馬）
19. 1 2  乱凪砂（諏訪部順一）、七種茨（逢坂良太）
20. 1 2  巴日和（花江夏樹）、漣ジュン（内田雄馬）